# Gabriele Bizzotto
Gabriele Bizzotto (Parma, 28 marzo 1993) è un mezzofondista italiano, specializzato negli 800 metri piani.

## Biografia
Allenato da Rita Mora, inizia a praticare l'atletica leggera nel 2009 all'età di 16 anni (categoria Allievi) con i colori del CUS Parma, società polisportiva della sua città natale.
A partire dal 2011 inizia a dedicarsi prevalentemente alla specialità degli 800 metri, arrivando a conquistare nel 2013 prima un argento ai campionati italiani under 23 al coperto, poi un bronzo ai tricolori di Rieti. Coronamento della stagione è inoltre il titolo italiano universitario vinto a Cassino negli 800 con il tempo di 1'50"00.  
Nel 2014 fa l'en plein di medaglie nelle cinque gare disputate ai vari campionati nazionali: bronzo agli assoluti sia indoor che all'aperto di Rovereto; tre volte medaglia d'argento, ai nazionali under 23 (sia al coperto che outdoor) e agli italiani universitari.
Nel 2015 fa il suo esordio in maglia azzurra giovanile agli Europei under 23 di Tallinn (Estonia) uscendo in semifinale negli 800 m. Nello stesso anno veste anche la seconda maglia azzurra, ma in questo caso è quella della Nazionale seniores, in occasione del DécaNation di Parigi, dove giunge ottavo sugli 800 m.
Il 2015 è un anno d'oro anche a livello nazionale, con i successi agli italiani universitari di Fidenza e ai tricolori under 23 di Rieti.
Nella stagione al coperto del 2016 vince ad Ancona il primo titolo italiano assoluto sugli 800 metri davanti a Mohad Abdikadar Sheik Ali, con il tempo di 1'51"14, mentre all'aperto conquista l'argento ai campionati italiani assoluti di Rieti alle spalle del vincitore Giordano Benedetti. Nello stesso anno corre il suo miglior tempo personale sugli 800 nel meeting di Lignano Sabbiadoro, fermando il cronometro a 1'47"55.

## Progressione

### 800 metri piani
| Stagione | Tempo   | Luogo    | Data      | Rank. Mond. |
| -------- | ------- | -------- | --------- | ----------- |
| 2016     | 1'47"55 | Lignano  | 13-7-2016 | -           |
| 2015     | 1'48"02 | Rieti    | 13-6-2015 | -           |
| 2014     | 1'48"61 | Caprino  | 31-5-2014 | -           |
| 2013     | 1'49"97 | Riga     | 30-5-2013 | -           |
| 2012     | 1'53"00 | Rovereto | 29-6-2012 | -           |
| 2011     | 1'53"36 | Parma    | 2-6-2011  | -           |
| 2010     | 1'56"11 | Rieti    | 3-10-2010 | -           |

### 800 metri piani indoor
| Stagione | Tempo   | Luogo  | Data      | Rank. Mond. |
| -------- | ------- | ------ | --------- | ----------- |
| 2016     | 1'51"14 | Ancona | 6-3-2016  | -           |
| 2015     | 1'51"30 | Padova | 22-2-2015 | -           |
| 2014     | 1'50"52 | Padova | 16-2-2014 | -           |
| 2013     | 1'51"68 | Ancona | 17-2-2013 | -           |
| 2011     | 1'57"08 | Ancona | 13-2-2011 | -           |

## Palmarès
| Anno | Manifestazione   | Sede    | Evento      | Risultato  | Prestazione | Note  |
| ---- | ---------------- | ------- | ----------- | ---------- | ----------- | ----- |
| 2015 | Europei under 23 | Tallinn | 800 m piani | Semifinale | 1'49"81     | [ 2 ] |

## Campionati nazionali
- 1 volta campione assoluto indoor negli 800 m (2016)
- 2 volte campione universitario negli 800 m (2013, 2015)
- 1 volta campione promesse negli 800 m (2015)

2010
- 4º ai Campionati italiani allievi e allieve, (Rieti), 800 m - 1'56"11[3]
- 7º ai Campionati italiani allievi e allieve, (Rieti), 1500 m - 3'33"26[4]

2011
- 11º ai Campionati italiani allievi-juniores-promesse indoor, (Ancona), 800 m - 1'57"08[5]
- 4º ai Campionati italiani juniores e promesse, (Bressanone), 800 m - 1'53"82[6]

2013
- 6º ai Campionati italiani assoluti e promesse indoor, (Ancona), 800 m - 1'51"68 (assoluti)[7]
- Argento ai Campionati italiani assoluti e promesse indoor, (Ancona), 800 m - 1'51"68 (promesse)[8]
- Oro ai Campionati nazionali universitari, (Cassino), 800 m - 1'50"00[9]
- Bronzo ai Campionati italiani juniores e promesse, (Rieti), 800 m - 1'50"83[10]
- 10º ai Campionati italiani juniores e promesse, (Rieti), 1500 m - 3'53"57[11]
- In batteria ai Campionati italiani assoluti, (Milano), 800 m - 1'51"52[12]

2014
- Argento ai Campionati italiani juniores e promesse indoor, (Ancona), 800 m - 1'55"05[13]
- Bronzo ai Campionati italiani assoluti indoor, (Ancona), 800 m - 1'51"86[14]
- Argento ai Campionati nazionali universitari, (Milano), 800 m - 1'50"57[15]
- Argento ai Campionati italiani juniores e promesse, (Torino), 800 m - 1'49"93[16]
- Bronzo ai Campionati italiani assoluti, (Rovereto), 800 m - 1'50"48[17]

2015
- Bronzo ai Campionati italiani juniores e promesse indoor, (Ancona), 800 m - 1'51"75[18]
- 4º ai Campionati italiani assoluti indoor, (Padova), 800 m - 1'51"30[19]
- Oro ai Campionati nazionali universitari, (Fidenza), 800 m - 1'48"91[20]
- Oro ai Campionati italiani juniores e promesse, (Rieti), 800 m - 1'48"02[21]
- Bronzo ai Campionati italiani assoluti, (Torino), 800 m - 1'49"34[22]

2016
- Oro ai Campionati italiani assoluti indoor, (Ancona), 800 m - 1'51"14[23]
- 6º ai Campionati nazionali universitari, (Modena), 400 m - 48"43[24]
- Argento ai Campionati italiani assoluti, (Rieti), 800 m - 1'48"61[25]

## Altre competizioni internazionali
2015
- 8º al DécaNation ( Parigi), 800 m piani - 1'50"73[26]